# Microsoft Reader
 (août 2020).
Si vous disposez d'ouvrages ou d'articles de référence ou si vous connaissez des sites web de qualité traitant du thème abordé ici, merci de compléter l'article en donnant les références utiles à sa vérifiabilité et en les liant à la section « Notes et références ».
Microsoft Reader est un logiciel développé par Microsoft permettant de lire des livres numériques en synthèse vocale sur des ordinateurs ayant comme système d'exploitation Microsoft Windows XP, ou des assistants personnels ayant comme système d'exploitation Windows Mobile.
Microsoft Reader est téléchargeable sur le Windows Store.
Microsoft a annoncé en 2017 ne plus supporter l'application de visualisation de documents, la fonction d'aperçu étant intégrée dans le navigateur Edge.